# Arthur Fiedler
Arthur Fiedler (Boston, 17 dicembre 1894 – Brookline, 10 luglio 1979) è stato un direttore d'orchestra statunitense.
Per cinquant'anni, fu alla guida della Boston Pops Orchestra, un'orchestra sinfonica specializzata nell'esecuzione di musica popolare, e musica classica di facile approccio. A metà fra musicista e showman, egli fece della Pops una delle più note orchestre statunitensi. Molti lo criticarono per la contaminazione della musica seria, particolarmente nell'adattamento di canzoni popolari e nella riduzione di porzione di pezzi del repertorio classico, ma Fiedler, deliberatamente, teneva dei concerti informali, leggeri e spesso autoironici, per attrarre più pubblico.

## Biografia

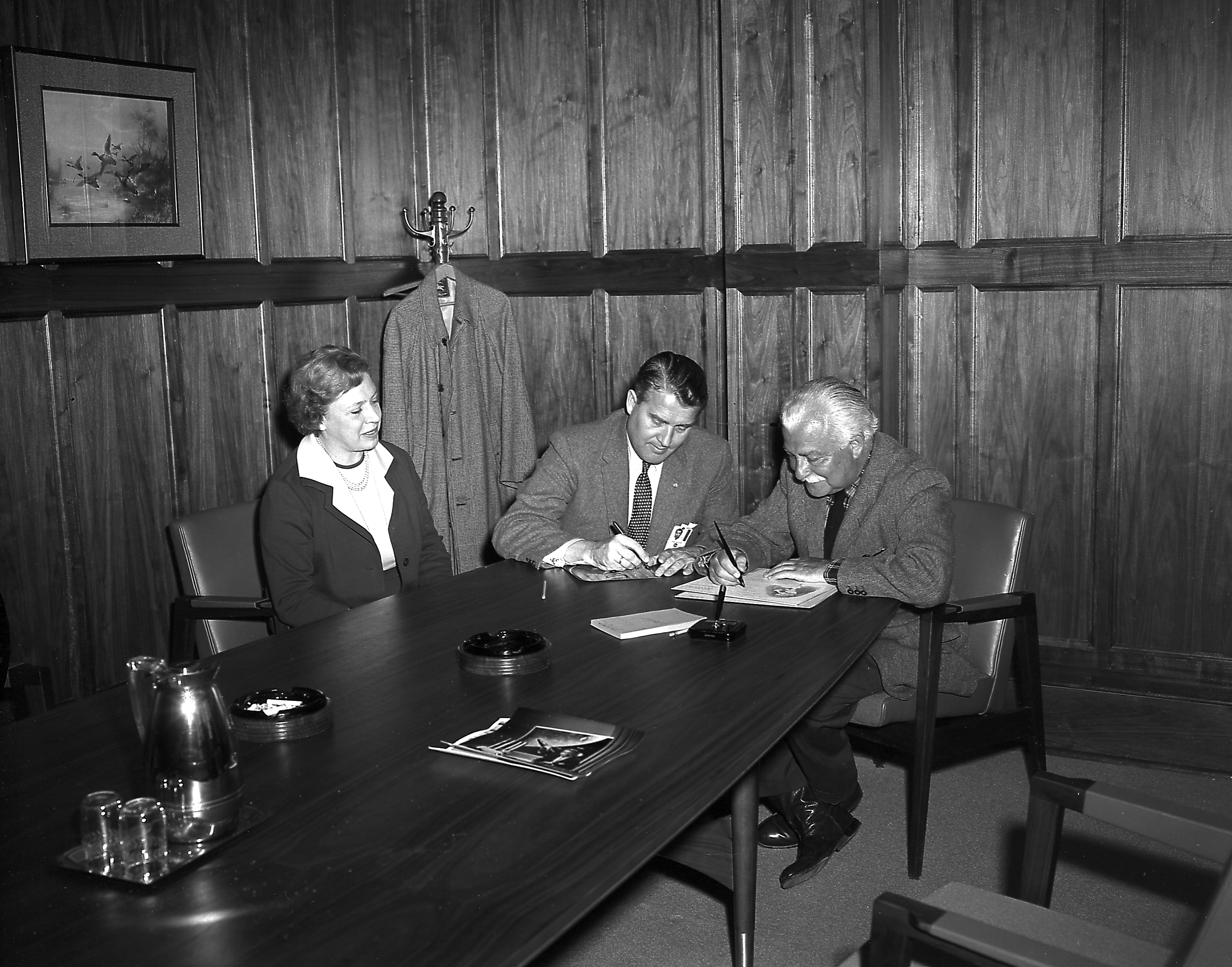
Arthur Fiedler con la moglie e Wernher von Braun nel 1962.

Suo padre era un violinista austriaco che suonava nella  Boston Symphony Orchestra, e sua madre una pianista e musicista. Egli crebbe a Boston, e studiò alla Boston Latin School fino a quando suo padre andò in pensione e decise di ritornare in Austria. Qui egli continuò gli studi ed iniziò a lavorare prima di tornare a Boston all'inizio della prima guerra mondiale.
Nel 1909, suo padre lo condusse a Berlino per studiare il violino con Willy Hess, e quindi nel 1915 entrò a far parte della Boston Symphony Orchestra, diretta da Karl Muck, come violinista. Lavorò anche come pianista, organista e percussionista.
Nel 1924, Fiedler costituì la Boston Sinfonietta, una orchestra da camera costituita da membri della Boston Symphony, iniziando una serie di concerti gratuiti all'aperto.
Nel 1930 venne nominato diciottesimo direttore della Boston Pops Orchestra. Sia prima di Fiedler che dopo, i direttori della Pops avevano avuto degli incarichi di breve durata, mentre egli fece della Pops il lavoro della sua vita. Vi rimase come direttore per quasi mezzo secolo.
Sotto la direzione di Fiedler, la Boston Pops realizzò più registrazioni di ogni altra orchestra al mondo, con la RCA Victor, con ricavati dalla vendita di album, singoli, nastri e cassette per oltre 50 milioni di dollari. Le sue registrazioni ebbero inizio nel luglio 1935 alla Boston Symphony Hall con la RCA, con la prima esecuzione mondiale del pezzo Jalousie di Gade, che vendette oltre un milione di copie e la prima registrazione completa della Rapsodia in blu di George Gershwin (con Jesús Maria Sanromá come solista).  Nel 1946, diresse la Boston Pops in una delle prime registrazioni statunitensi di musiche provenienti dalla colonna sonora, di Dimitri Tiomkin, del film epico Duello al sole prodotto da David O. Selznick. La RCA Victor realizzò un disco a 78 giri completo di foto di scene del film.
Il 20 giugno 1947, Fiedler registrò una suite concertistica di musiche dal balletto Gaîté Parisienne (musiche di Jacques Offenbach arrangiate da Manuel Rosenthal), che fu pubblicata nel primo LP di musica classica realizzato dalla RCA (RCA Victor LM-1001) nel 1950. La stessa musica nel 1954 fu registrata in stereofonia (prima registrazione di Fiedler per la RCA in tale tecnica) e registrò regolarmente in stereo dal 1956. Diverse registrazioni di Fiedler divennero dei 45 giri "extended play" , a far data dal 1949, come la Marcia slava di Pëtr Il'ič Čajkovskij e In un mercato persiano di Ketelbey (RCA Victor ERA-2). OLtre a registrare pezzi classici in versione leggera, Fiedler registrò musiche tratte da musical di Broadway e colonne sonore di film hollywoodiani, oltre ad arrangiamenti di canzoni popolari come ad esempio alcune canzoni dei Beatles. Egli registrò, occasionalmente, dei pezzi classici molto popolari, ma non in versione leggera come al solito. Un esempio è la registrazione della Sinfonia dal Nuovo Mondo di Dvorak. Esistono anche alcune incisioni di musica da camera registrate con la Boston Sinfonietta.  Fiedler e la Pops registrarono esclusivamente per la RCA Victor fino ai tardi anni sessanta, quando egli passò alla Deutsche Grammophon per la musica classica e alla Polydor Records per gli arrangiamenti di musica pop e poi alla London Records. Il suo ultimo album, dedicato alla musica disco, fu intitolato Saturday Night Fiedler.
Fiedler diresse anche la San Francisco Pops Orchestra per 26 estati (dal 1949), e molte altre orchestre in tutto il mondo.
Egli diresse, in diretta televisiva, l'inaugurazione del parco di divertimenti Walt Disney World nel 1971.
Fiedler morì a Brookline, all'età di 84 anni. Egli da tempo non era in buona salute e aveva subito un infarto durante un concerto il 5 maggio 1979. Egli era allora nel suo 50º anno alla guida della Boston Pops Orchestra. Boston lo onorò con un monumento, posto vicino alla Charles River Esplanade, e gli intitolò un ponte pedonale.